# جزيرة بياواك
جزيرة بياواك وهي جزيرة من جزر إندونيسيا، وتقع في إقليم جاوة الغربية.